# David Teniers el Viejo

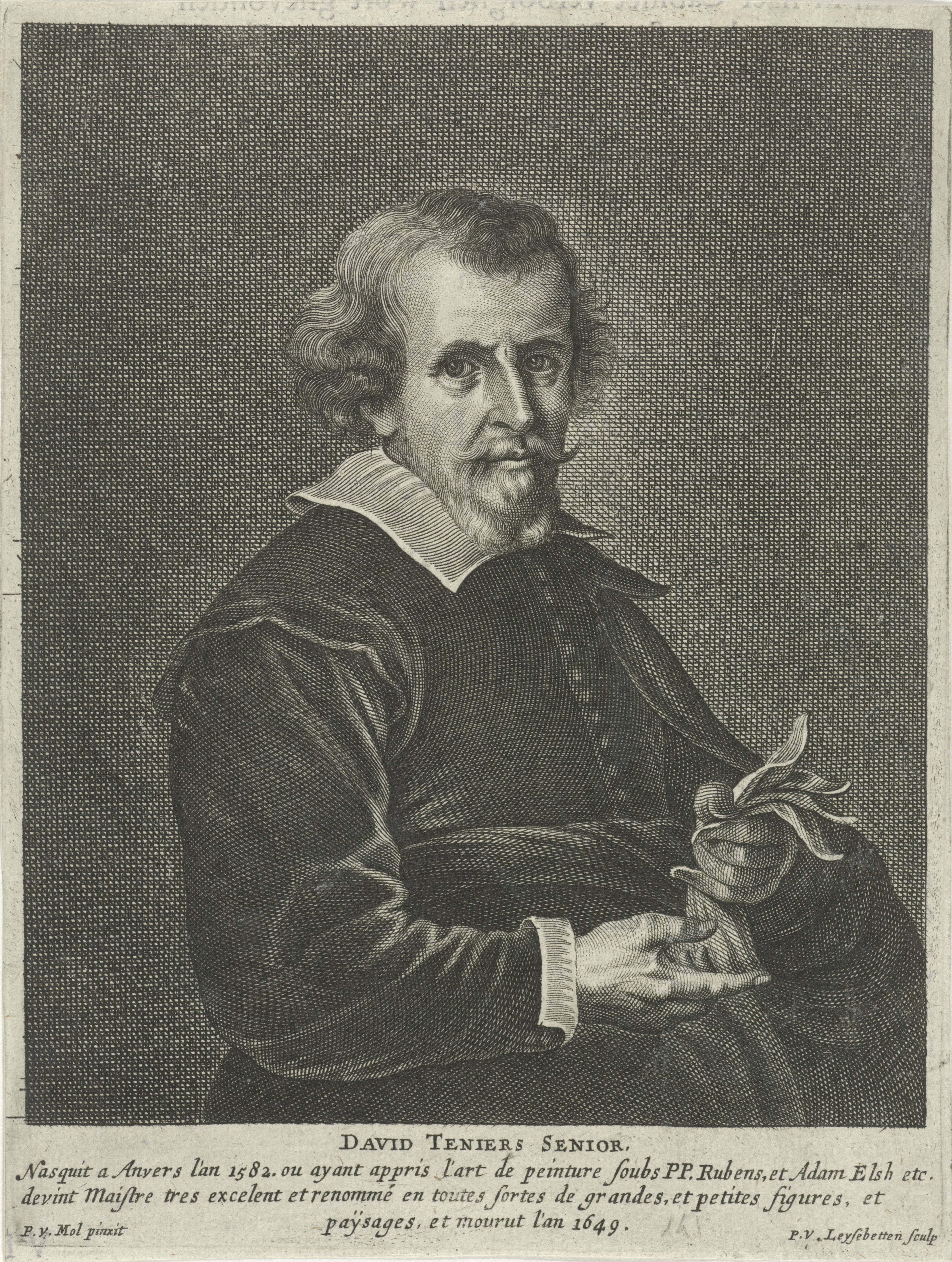
Retrato de David Teniers I, grabado de Pieter van Lisebetten según Peter van Mol.

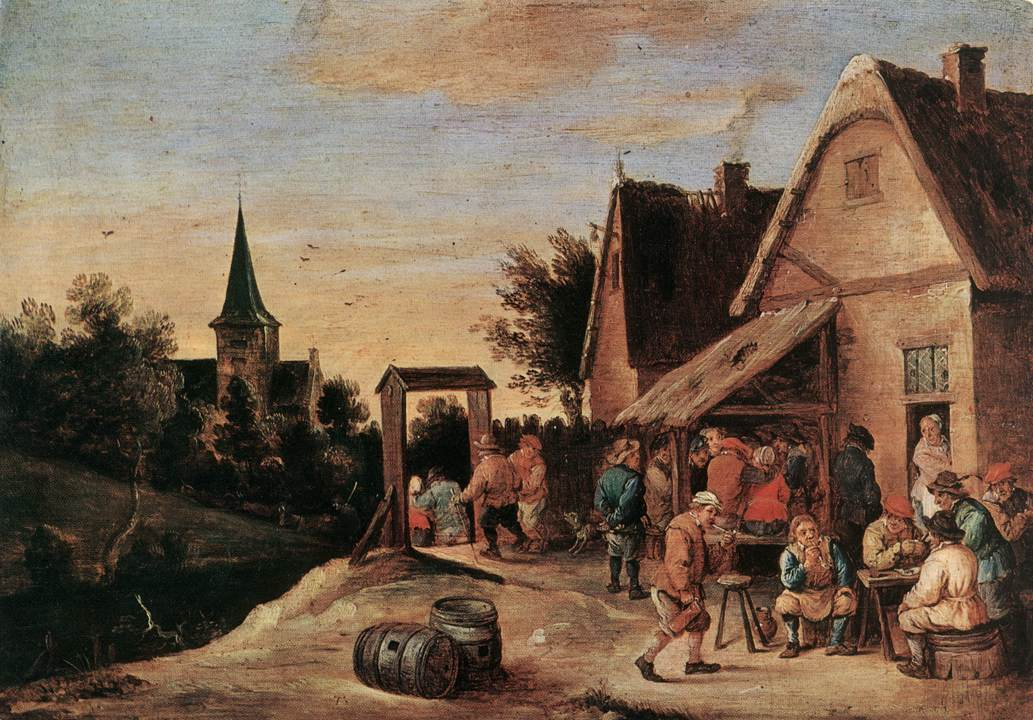
Fiesta campesina, Bérgamo, Accademia Carrara.

David Teniers el Viejo (Amberes, 1582-1649) fue un pintor barroco flamenco, cabeza de una extensa familia de pintores, a la que pertenecen sus hijos, David Teniers el Joven y Abraham Teniers, y su nieto, David Teniers III. 

## Biografía
Comenzó su formación con su hermano Julien, también pintor. Estudió luego con Rubens en Amberes y se unió al artista alemán Adam Elsheimer en Roma. En 1606, a la edad de 24 años, fue admitido en el gremio de pintores de su ciudad natal.
Aunque por su ambición trató de probar su habilidad en las grandes composiciones sacras, históricas y mitológicas, debe su fama a sus representaciones de la vida campestre y los paisajes amberinos, con sus kermés y sus ferias jocosas, tratadas con sentido del humor y a menudo confundidas con las obras tempranas de su hijo David Teniers el Joven. 
A David Teniers se le atribuye una pintura de gran formato de las Obras de misericordia conservada en la iglesia de San Pablo de Amberes. Paisajes influenciados por Elsheimer, así como cuatro pequeñas composiciones mitológicas se conservan en el Kunsthistorisches Museum de Viena. La National Gallery de Londres posee una típica escena campesina: El juego de bolos, una Conversación en la que participan tres hombres y una mujer y un paisaje rocoso. 
Además de pintor fue marchante de arte y se sabe que en 1635 concurrió a la feria de Saint-Germain en París, con numerosas pinturas suyas y de sus cuatro hijos. Murió en Amberes en 1649.